# (5442) Drossart
(5442) Drossart es un asteroide perteneciente al cinturón de asteroides descubierto el 12 de julio de 1991 por Henry E. Holt desde el Observatorio del Monte Palomar, Estados Unidos.

## Designación y nombre
Designado provisionalmente como 1991 NH1. Fue nombrado Drossart en honor a Pierre Drossart, investigador del CNRS en el Observatorio París-Meudon. Está especializado en las atmósferas de los planetas gigantes y ha trabajado en la interpretación de los espectros infrarrojos de Júpiter desde Voyager y observaciones basadas en tierra (mediciones de Júpiter H2, primera detección de H3 + en Júpiter, observaciones de auroras, etc.). Ha participado como coinvestigador en varios espectrómetros de imágenes de misiones espaciales utilizados para estudiar Marte y los planetas gigantes.

## Características orbitales
Drossart está situado a una distancia media del Sol de 2,884 ua, pudiendo alejarse hasta 3,107 ua y acercarse hasta 2,661 ua. Su excentricidad es 0,077 y la inclinación orbital 1,483 grados. Emplea 1789,25 días en completar una órbita alrededor del Sol.

## Características físicas
La magnitud absoluta de Drossart es 12,9. Tiene 7,436 km de diámetro y su albedo se estima en 0,242. 